# En midsommarnattsdröm (balett)
En midsommarnattsdröm av Shakespeare har sedan 1855 omvandlats till balett av ett antal koreografer. Den första uppsättningen använde musik komponerad av Paolo Giorza, men de senare versionerna använde sig nästan uteslutande av musik av Mendelssohn.

## Uppsättningar fram till år 1975
| År   | Titel                     | Koreografi              | Musik                               | Plats                              |
| ---- | ------------------------- | ----------------------- | ----------------------------------- | ---------------------------------- |
| 1855 | A Midsummer Night's Dream | Giovani Corsati         | Paolo Giorza                        | Teatro alla Scala, Milano, Italien |
| 1876 | A Midsummer Night's Dream | Marius Petipa           | Mendelssohn                         | Sankt Petersburg, Ryssland,        |
| 1906 | A Midsummer Night's Dream | Mikhail Fokine          | Mendelssohn                         | St. Petersburg, Ryssland           |
| 1933 | A Midsummer Night's Dream | David Lichine           |                                     | Paris, Frankrike                   |
| 1944 | A Midsummer Night's Dream | Boris Romanoff          | Mendelssohn                         | Montreal, Kanada                   |
| 1955 | Songe d'une nuit d'ete    | Jean-Jacques Etcheverry | Mendelssohn                         | Bryssel, Belgien                   |
| 1962 | A Midsummer Night's Dream | George Balanchine       | Mendelssohn                         | New York, USA                      |
| 1964 | The Dream                 | Sir Frederick Ashton    | Mendelssohn arrangerat av Lanchbery | London, England                    |
| 1975 | A Midsummer Night's Dream | Heinz Spoerli           |                                     | Theater Basel, Basel, Schweiz      |